# Trichomycterus bogotense
El capitán enano  (Trichomycterus bogotense) es una especie de peces de la familia Trichomycteridae en el orden de los Siluriformes.

## Morfología
Los machos pueden llegar alcanzar los 9,4 cm de longitud total. Presenta muchas manchas grandes en el cuerpo sobre fondo generalmente de color gris oscuro, pero también dorado.

## Distribución geográfica
Se encuentra en Colombia. Está comprobada su presencia únicamente en la Sabana de Bogotá. Prefiere vivir oculto entre la tierra debajo de las piedras o en sitios de difícil acceso.